# Konstantin Vasil'evič Ivanov
Konstantin Vasíl'evič Ivanov (in russo Константи́н Васи́льевич Ивано́в?; Slakbaš, 27 maggio 1890 – Slakbaš, 26 marzo 1915) è stato un poeta, drammaturgo e romanziere russo, di etnia ciuvascia ma nato nel Baškortostan. È uno dei padri fondatori della letteratura ciuvascia moderna; la sua opera più celebre è Narspi, tradotta in varie lingue.

## Biografia
Nato in una ricca famiglia di agricoltori, il 27 maggio 1890, il 15 maggio secondo il calendario giuliano, fu insegnante di ciuvascio in una scuola di Simbirsk. Espulso per aver partecipato ad una manifestazione anti-zarista, ritornò a Slakbaš. Nel 1909 ha superato l'esame per di insegnante popolare.
Nel 1907 ha iniziato la sua produzione letteraria con la traduzione di Lermontov, Tolstoj, Kol'cov e Nekrasov dal russo al ciuvascio. A 18 anni scrisse il poema Narspi, che lo rese celebre, poema poi pubblicato nel 1908 a Simbirsk. L'opera venne tradotta in diverse lingue ed è considerata una sorta di Romeo e Giulietta della Ciuvascia. Morì a soli 25 anni di tubercolosi nella sua Slakbaš.

## Memoria
Nel villaggio di Slakbaš è stato costruito un museo dedicato alla vita e alle opere di Ivanóv. A lui sono intitolate l'Accademia Teatrale Statale Ciuvascia ed una delle vie principali di Čeboksary.